# (1120) Cannonia
(1120) Cannonia es el asteroide número 1121 perteneciente al cinturón de asteroides. Fue descubierto por la astrónoma Pelagueya Shain desde el observatorio de Simeiz, el 11 de septiembre de 1928. Su designación alternativa es 1928 RV. Está nombrado en honor de la astrónoma Annie Jump Cannon (1863-1941).
Cannonia forma parte de la familia asteroidal de Flora.